# Гото, Мидори
Мидори Гото (яп. 五嶋みどり, 25 октября 1971, Осака) — японская и американская скрипачка.

## Биография
Училась музыке с двухлетнего возраста у матери-скрипачки (младший брат Рю Гото, г.р. 1988, тоже стал скрипачом). Впервые выступила на публике в семилетнем возрасте. В 1982 году переехала с матерью в Нью-Йорк. В том же году дебютировала с Нью-Йоркским филармоническим оркестром под руководством Зубина Меты. Училась в Джульярдской школе музыки у Дороти Де Лей. В 1986 году покинула школу. В 1992 году основала некоммерческую организацию «Мидори и друзья» для музыкального образования детей в Нью-Йорке, руководила несколькими программами музыкального воспитания. В 2000 году с отличием окончила факультет психологии Нью-Йоркского университета. Возглавляет кафедру Яши Хейфеца в Торнтонской школе Университета Южной Калифорнии.

## Репертуар
Моцарт, Мендельсон, Паганини, Дворжак, Брамс, Сибелиус, Дебюсси, Прокофьев, Шостакович, Барток, а также современные композиторы (Лютославский, Куртаг, Исан Юн, Магнус Линдберг и др.)

## Творческие контакты
Выступала в ансамблях с Нобуко Имаи, Вадимом Репиным.

## Признание
Премия Эвери Фишера (2001) и многие другие награды. В 2007 году назначена посланцем доброй воли ООН.

## Автобиография
- Einfach Midori: Autobiographie. Berlin: Henschel, 2004